# Дэвенпорт, Кенни
Джеймс Ке́ньон Дэ́венпорт (англ. James Kenyon Davenport), более известный как Ке́нни Дэ́венпорт (англ. Kenny Davenport; 23 марта 1862 — 27 сентября 1908) — английский футболист, выступавший на позиции правого инсайда. Играл за футбольный клуб «Болтон Уондерерс» и национальную сборную Англии. Автор первого гола в истории Футбольной лиги Англии и национальных футбольных чемпионатов вообще.

## Биография
Уроженец Болтона, Дэвенпорт начал футбольную карьеру в местном клубе «Гилноу Рейнджерс», а в 1883 году стал игроком клуба «Болтон Уондерерс». Выступал за клуб на протяжении девяти сезонов. 8 сентября 1888 года в первом туре Футбольной лиги в матче против «Дерби Каунти» Дэвенпорт открыл счёт. Только в 2013 году стало известно, что именно его гол стал первым голом, забитым в Футбольной лиге Англии (и в футбольных чемпионатах вообще). До этого считалось, что первый гол в Футбольной лиге забил нападающий «Престон Норт Энд» Фред Дьюхерст в игре против «Бернли», либо защитник клуба «Астон Вилла» Гершом Кокс, который забил в свои ворота в игре против «Вулверхэмптон Уондерерс». Однако в 2013 году (спустя 125 лет после матча) после изучения архивов и определения времени начала матчей первого тура Футбольной лиги 8 сентября 1888 года удалось установить, что Дэвенпорт забил гол раньше других. В той игре Дэвенпорт забил два гола, но «Болтон Уондерерс» проиграл со счётом 3:6. Всего в сезоне 1888/89 Дэвенпорт сыграл во всех 22 матчах чемпионата, забив 11 голов (включая один хет-трик).
14 марта 1885 года дебютировал за национальную сборную Англии в матче Домашнего чемпионата против сборной Уэльса на стадионе «Лемингтон Роуд» в Блэкберне. Игра завершилась вничью со счётом 1:1. 15 марта 1890 года провёл свой второй (и последний) матч за сборную: это была игра Домашнего чемпионата против Ирландии на стадионе «Баллинафей Парк» в Белфасте, в которой англичане разгромили соперника со счётом 9:1. Дэвенпорт забил в той игре два гола.
В 1893 году Дэвенпорт покинул «Болтон Уондерерс», перейдя в клуб «Саутпорт Сентрал», где и завершил карьеру в том же году. Впоследствии играл в качестве любителя за клубы Болтона и был тренером резервной команды «Болтон Уондерерс».

## Память
22 ноября 2016 года в Болтоне была установлена табличка, на которой указано, что Дэвенпорт стал автором первого гола в истории Футбольной лиги Англии.

## Достижения
«Болтон Уондерерс»
- Обладатель Большого кубка Ланкашира: 1885/86
- Обладатель Благотворительного кубка Болтона: 1885/86
- Обладатель Благотворительного кубка Дерби: 1885/86